# São Félix do Coribe
São Félix do Coribe là một đô thị thuộc bang Bahia, Brasil. Đô thị này có diện tích 846,123 km², dân số năm 2007 là 11643 người, mật độ 13,8 người/km².